# لوکووانی
لوکووانی (به چکی: Lukovany) یک منطقهٔ مسکونی در جمهوری چک است که در ناحیه برنو-تسوونتری واقع شده‌است. لوکووانی ۹٫۰۷ کیلومتر مربع مساحت و ۵۷۲ نفر جمعیت دارد و ۴۱۵ متر بالاتر از سطح دریا واقع شده‌است.